# Bilans tlenowy
Bilans tlenowy, BT – właściwość substancji chemicznej określająca ilościową zależność pomiędzy zawartym w niej tlenem a pierwiastkami palnymi, które są utleniane podczas jej spalania. Jest on wyrażany w procentach masowych i stosuje się go najczęściej w odniesieniu do materiałów wybuchowych, paliw rakietowych i mieszanin pirotechnicznych oraz do składników tych substancji. Innymi słowy, bilans tlenowy określa ilość tlenu, która wydzieli się z materiału po jego spaleniu (utlenieniu zawartych w nim substancji palnych), przy czym ujemna wartość bilansu tlenowego wskazuje na to, że ilość tlenu w danym materiale jest niewystarczająca do pełnego utlenienia składników palnych.

## Udział tlenu w rozkładzie substancji wybuchowych
Materiały takie jak substancje wybuchowe i ich mieszaniny mogą ulegać gwałtownemu spalaniu (wybuchowi). Zakłada się, że dojście frontu fali detonacyjnej do cząsteczki materiału wybuchowego powoduje zerwanie w niej wszystkich wiązań chemicznych i wzbudzenie atomów. Dla typowego materiału wybuchowego o wzorze C
aH
bN
cO
d można więc zapisać:
C
aH
bN
cO
d → aC + bH + cN + dO
Atomy te spontanicznie reagują ze sobą tworząc stabilne produkty wybuchu. Są to przede wszystkim H
2O, CO
2, CO, H
2 i N
2, ale także nieutleniony węgiel (sadza). Ilości poszczególnych produktów wybuchu uzależnione są warunkami przebiegu procesu (temperaturą i ciśnieniem) oraz bilansem tlenowym (ilością dostępnego tlenu). Przy dodatnim bilansie tlenowym tworzyć się będą głównie produkty całkowitego utlenienia węgla i wodoru, a więc H
2O i CO
2, natomiast przy ujemnej wartości bilansu przeważać będą CO, H
2O i sadza. W warunkach realnej detonacji powstaje jednak także szereg innych substancji gazowych, w większości szkodliwych. Są to m.in. tlenki azotu (N
2O, NO, N
2O
3, N
2O
4, N
2O
5), proste węglowodory (C
xH
y), NH
3, HCN. Część z tych produktów (jak tlenki azotu) tworzy się w większej ilości w sytuacji, gdy w spalanym materiale występuje nadmiar tlenu (wtedy azot może być utleniany do NO, a następnie do innych tlenków azotu), inne trujące gazy (np. tlenek węgla) będą powstawały natomiast w znacznych ilościach przy niedoborze tlenu (ujemnym bilansie tlenowym).

### Obecność innych pierwiastków w spalanym materiale
W niektórych materiałach wybuchowych (np. w amonalach), a często w paliwach rakietowych oraz w mieszaninach pirotechnicznych, występują inne pierwiastki (poza węglem, wodorem, azotem i tlenem), które również biorą udział w reakcjach spalania. Mogą być one zawarte w różnych solach bądź związkach metali, mogą to być same metale (np. glin) czy niemetale (siarka). Pierwiastki te również będą rekombinować w trakcie spalania w utworzeniem stabilnych produktów. Przykładowo siarka może tworzyć SO
2, ale również H
2S, przy czym oba związki są szkodliwe. Przyjmuje się, że metale obecne w materiale będą utleniane do stabilnych tlenków (np. glin do Al
2O
3) szybciej niż wodór i węgiel. Z tego powodu przy niewystarczającej ilości tlenu, obecność metali będzie skutkować wydzielaniem się większych ilości tlenku węgla.
Ponadto istnieją mieszaniny, w których rolę utleniacza pełni inny pierwiastek niż tlen (np. fluor). Możliwe jest wtedy wyznaczenie analogicznych parametrów do bilansu tlenowego, które uwzględniać muszą odmienny proces spalania takiego materiału.

## Obliczanie bilansu tlenowego
Dla materiału wybuchowego o składzie C
aH
bN
cO
d bilans tlenowy można obliczyć ze wzoru:
{\displaystyle B_{T}={\frac {\left[d-\left(2a+{\frac {b}{2}}\right)\right]\cdot 16}{M}}\cdot 100\%}
gdzie: a, b, d – krotności atomów we wzorze chemicznym, odpowiednio węgla, wodoru i tlenu; 16 – masa molowa tlenu; M – masa molowa związku.

### Modyfikacje wzoru
Wzór ten może być jednak odpowiednio modyfikowany w zależności od potrzeby uwzględnienia innych pierwiastków, które są obecne w spalanym materiale. Przykładowo:
- dla materiału o składzie C
aH
bN
cO
dAl
e[5]:
{\displaystyle B_{T}={\frac {\left[d-\left(2a+{\frac {b}{2}}+{\frac {3}{2}}e\right)\right]\cdot 16}{M}}\cdot 100\%}
gdzie: e – krotność atomu glinu (przy uwzględnieniu, że glin utlenia się do Al
2O
3);
- dla materiału o składzie C
aH
bN
cO
dCl
eS
f[7]:
{\displaystyle B_{T}={\frac {\left[d-\left(2a+2f+{\frac {b-e}{2}}\right)\right]\cdot 16}{M}}\cdot 100\%}
gdzie: e, f – krotności atomów chloru i siarki (przy uwzględnieniu, że z chloru powstaje HCl, a siarka utlenia się do SO
2).

### Współczynnik tlenowy
Z bilansem tlenowym ściśle związany jest współczynnik tlenowy (wT). Definiuje się go jako stosunek ilości tlenu w materiale do ilości tlenu potrzebnej do pełnego utlenienia pierwiastków palnych, a więc węgla do CO
2 i wodoru do H
2O (w przypadku materiału o składzie C
aH
bN
cO
d):
{\displaystyle w_{T}={\frac {d}{2a+{\frac {b}{2}}}}}

## Bilans tlenowy niektórych substancji chemicznych
| Substancja chemiczna         | Wzór chemiczny      | Bilans tlenowy | Opis                                       | Źródło |
| ---------------------------- | ------------------- | -------------- | ------------------------------------------ | ------ |
| azotan amonu                 | NH 4NO 3            | +19,99         | składnik                                   | [ 9 ]  |
| azotan potasu                | KNO 3               | +39,6          | składnik                                   | [ 10 ] |
| azotan sodu                  | NaNO 3              | +47,0          | składnik                                   | [ 10 ] |
| azydek ołowiu(II)            | Pb(N 3) 2           | −5,5           | materiał wybuchowy (azydek)                | [ 11 ] |
| chloran baru                 | Ba(ClO 3) 2         | +29,8          | składnik                                   | [ 12 ] |
| chloran sodu                 | NaClO 3             | +45,1          | składnik                                   | [ 13 ] |
| chlorek amonu                | NH 4Cl              | −44,9          | składnik                                   | [ 14 ] |
| DADNE                        | C 2H 4N 4O 4        | −21,61         | materiał wybuchowy (związek nitrowy)       | [ 15 ] |
| diazodinitrofenol            | C 6H 2N 4O 5        | −60,9          | materiał wybuchowy (związek diazowy)       | [ 16 ] |
| dichromian amonu             | (NH 4) 2Cr 2O 7     | ±0             | składnik                                   | [ 17 ] |
| dinitroamid amonu            | H 4N 4O 4           | +25,8          | składnik                                   | [ 17 ] |
| glin                         | Al                  | −89,0          | składnik                                   | [ 10 ] |
| heksogen                     | C 3H 6N 6O 6        | −21,6          | materiał wybuchowy (nitroamina)            | [ 18 ] |
| HNIW                         | C 6H 6N 12O 12      | −10,95         | materiał wybuchowy (nitroamina)            | [ 19 ] |
| kamfora                      | C 10H 16O           | −283,8         | składnik                                   | [ 20 ] |
| kwas pikrynowy               | C 6H 3N 3O 7        | −45,4          | materiał wybuchowy (związek nitrowy)       | [ 21 ] |
| mączka drzewna (oczyszczona) | –                   | −137,0         | składnik                                   | [ 10 ] |
| nadchloran amonu             | NH 4ClO 4           | +34,04         | składnik                                   | [ 22 ] |
| nadchloran baru              | Ba(ClO 4) 2         | +32,8          | składnik                                   | [ 12 ] |
| nitroceluloza                | (C 12H 14N 6O 22) n | −28,7          | materiał wybuchowy (ester kwasu azotowego) | [ 23 ] |
| nitrogliceryna               | C 3H 5N 3O 9        | +3,5           | materiał wybuchowy (ester kwasu azotowego) | [ 24 ] |
| nitroguanidyna               | CH 4N 4O 2          | −30,7          | materiał wybuchowy (nitroamina)            | [ 25 ] |
| oktogen                      | C 4H 8N 8O 8        | −21,6          | materiał wybuchowy (nitroamina)            | [ 26 ] |
| pentryt                      | C 5H 8N 4O 12       | −10,1          | materiał wybuchowy (ester kwasu azotowego) | [ 27 ] |
| pikrynian amonu              | C 6H 6N 4O 7        | −52,0          | materiał wybuchowy (związek nitrowy)       | [ 28 ] |
| piorunian rtęci(II)          | C 2N 2O 2Hg         | −11,2          | materiał wybuchowy (piorunian)             | [ 29 ] |
| siarka                       | S                   | −100,0         | składnik                                   | [ 10 ] |
| tetryl                       | C 7H 5N 5O 8        | −47,4          | materiał wybuchowy (nitroamina)            | [ 30 ] |
| trotyl                       | C 7H 5N 3O 6        | −73,9          | materiał wybuchowy (związek nitrowy)       | [ 31 ] |
| węgiel                       | C                   | −266,7         | składnik                                   | [ 10 ] |

## Wpływ zawartości tlenu na reakcje rozkładu
Na podstawie wartości bilansu bądź współczynnika tlenowego oraz stosunku ilości węgla i wodoru do ilości tlenu możliwe jest podzielenie materiałów wybuchowych na trzy grupy:
1. o dodatnim bilansie tlenowym ({\displaystyle \textstyle B_{T}>0;} {\displaystyle \textstyle w_{T}>1})
2. o ujemnym bilansie tlenowym ({\displaystyle \textstyle B_{T}<0;} {\displaystyle \textstyle w_{T}<1}), w których ilość tlenu pozwala na pełne zgazowanie węgla {\displaystyle \textstyle {\frac {1}{2}}(a+b)<d}
3. o ujemnym bilansie tlenowym ({\displaystyle \textstyle B_{T}<0;} {\displaystyle \textstyle w_{T}<1}), w których ilość tlenu nie pozwala na pełne zgazowanie węgla {\displaystyle \textstyle {\frac {1}{2}}(a+b)>d.}

Stosując określone założenia, dla każdej z tych grup możliwe jest wyznaczenie uproszczonych równań rozkładu materiałów wybuchowych. Równania takie można modyfikować uwzględniając inne procesy zachodzące pomiędzy produktami wybuchu (np. utlenianie azotu do tlenku azotu, dysocjacja powstałych CO
2 i H
2O), których przebieg i wpływ na końcowy skład produktów wybuchu zależeć będzie od parametrów takich jak ciśnienie i temperatura.
Równania reakcji rozkładu materiałów wybuchowych wykorzystywane są do określania ciepła wybuchu bazując na prawie Hessa.

### I grupa
Pierwszą grupę materiałów wybuchowych stanowią materiały, w których zawartość tlenu jest wystarczająca do pełnego utlenienia węgla i wodoru do CO
2 i H
2O. Schematyczny zapis reakcji spalania dla materiału o składzie C
aH
bN
cO
d można zapisać jako:
{\displaystyle C_{a}H_{b}N_{c}O_{d}\to aCO_{2}+{\frac {b}{2}}H_{2}O+{\frac {c}{2}}N_{2}+{\frac {1}{2}}\left(d-2a-{\frac {b}{2}}\right)O_{2}}

### II grupa
Do drugiej grupy zalicza się te materiały, których bilans tlenowy jest ujemny, a ilość tlenu jest wystarczająca do pełnego zgazowania węgla, tj. utlenienia go do produktów gazowych (CO lub CO
2).

#### Reguła Mallarda-Le Chateliera
Zgodnie z regułą Mallarda-Le Chateliera tlen obecny w cząsteczce związku chemicznego najpierw utlenia węgiel do tlenku węgla (CO), a następnie pozostała ilość tlenu jest dzielona po równo na utlenienie CO do CO
2 i H
2 do H
2O:
{\displaystyle C_{a}H_{b}N_{c}O_{d}\to {\frac {1}{2}}\left(d-a\right)CO_{2}+{\frac {1}{2}}\left(d-a\right)H_{2}O+{\frac {1}{2}}\left(3a-d\right)CO+{\frac {1}{2}}\left(a+b-c\right)H_{2}+{\frac {c}{2}}N_{2}}

#### Reguła Breenclaya-Wilsona
W tym przypadku w pierwszej kolejności tlen wykorzystywany jest do utlenienia wodoru do H
2O, pozostała ilość tlenu pozwala na utlenienie węgla, jednak nie cały węgiel zostanie utleniony do CO
2:
{\displaystyle C_{a}H_{b}N_{c}O_{d}\to {\frac {b}{2}}H_{2}O+\left(d-a-{\frac {b}{2}}\right)CO_{2}+\left(2a-d+{\frac {b}{2}}\right)CO+{\frac {c}{2}}N_{2}}

### III grupa
W III grupie znajdują się materiały również o ujemnym bilansie tlenowym, w których jednak zawarta ilość tlenu nie jest wystarczająca do pełnego zgazowania węgla, tj. nieutleniony węgiel pozostanie jako sadza. Dla tej grupy również wykorzystuje się regułę Breenclaya-Wilsona, a schematyczne równanie reakcji ma postać:
{\displaystyle C_{a}H_{b}N_{c}O_{d}\to {\frac {b}{2}}H_{2}O+\left(d-{\frac {b}{2}}\right)CO+\left(a-\left(d-{\frac {b}{2}}\right)\right)C_{(s)}+{\frac {c}{2}}N_{2}}